# Могиленко Віталій Вікторович
Віталій Вікторович Могиленко (5 липня 1965, м. Суми, Сумська область) — Майстер спорту України міжнародного класу з біатлону, учасник Олімпійських ігор у Лілехамері (Норвегія) 1994 року, Чемпіон VI Спартакіади народів СССР (1986), багаторазовий Чемпіон та призер чемпіонату України з біатлону, голова Сумської обласної організації ФСТ «Україна».

## Початок виступів
Народився 5 липня 1965 року в м. Суми. Біатлоном В. Могиленко почав займатися у 1980 році.
У 1986 році на VI Зимовій Спартакіаді народів СРСР, яка проходила в Красноярську Віталій Могиленко в складі збірної Української РСР (Микола Давиденко, Валентин Джима і Тарас Дольний) в естафеті 4х7,5 км став чемпіоном.
На чемпіонаті світу 1993 року в Боровці (Болгарія) зайняв 5-місце, де до чемпіонства йому не вистачило лише одного влучного пострілу.

## Олімпіада
На Олімпійських іграх у Лілехамері (Норвегія) в лютому 1994 року в складі збірної України змагався у двох дисциплінах. В естафеті 4 х 7,5 км разом з Тарасом Дольним, Валентином Джимою та Романом Звонковим виборов 15-е місце. В індивідуальній гонці на 20 кілометрів був — 26-м.
З 26 березня 2015 року працює головою Сумської обласної організації фізкультурно-спортивного товариства «Україна».